# Казахстан на зимних Азиатских играх 2011
На Зимних Азиатских играх 2011 года Казахстан представляли 169 спортсменов, выступавших в 11 видах спорта.

## Медалисты

### Золото
| Золото |                                                                         |                                                                         |
| №      | Спортсмены                                                              | Вид спорта (дисциплина)                                                 |
| 1      | Александр Червяков                                                      | Биатлон (спринт, мужчины)                                               |
| 2      | Александр Червяков                                                      | Биатлон (гонка преследования, мужчины)                                  |
| 3      | Александр Червяков Николай Брайченко Диас Кенешев Ян Савицкий           | Биатлон (эстафета, мужчины)                                             |
| 4      | Елена Хрусталёва                                                        | Биатлон (индивидуальная гонка, женщины)                                 |
| 5      | Елена Хрусталёва Марина Лебедева Инна Можевитина Ольга Полторанина      | Биатлон (эстафета, женщины)                                             |
| 6      | Дмитрий Кошкин                                                          | Горнолыжный спорт (скоростной спуск, мужчины)                           |
| 7      | Дмитрий Закурдаев                                                       | Горнолыжный спорт (слалом супер-гигант, мужчины)                        |
| 8      | Людмила Федотова                                                        | Горнолыжный спорт (суперкомбинация, женщины)                            |
| 9      | Денис Кузин                                                             | Конькобежный спорт (1500 м, мужчины)                                    |
| 10     | Михаил Сорокин                                                          | Лыжное ориентирование (спринт, мужчины)                                 |
| 11     | Михаил Сорокин                                                          | Лыжное ориентирование (средняя дистанция, мужчины)                      |
| 12     | Михаил Сорокин                                                          | Лыжное ориентирование (длинная дистанция, мужчины)                      |
| 13     | Михаил Сорокин Александр Бабенко Аслан Токбаев                          | Лыжное ориентирование (эстафета, мужчины)                               |
| 14     | Ольга Новикова                                                          | Лыжное ориентирование (спринт, женщины)                                 |
| 15     | Ольга Новикова                                                          | Лыжное ориентирование (средняя, женщины)                                |
| 16     | Ольга Новикова                                                          | Лыжное ориентирование (длинная, женщины)                                |
| 17     | Ольга Новикова Евгения Кузьмина Эльмира Молдашева                       | Лыжное ориентирование (эстафета, женщины)                               |
| 18     | Николай Чеботько Сергей Черепанов Алексей Полторанин Евгений Величко    | Лыжные гонки (эстафета 4×10 км классическим/свободным стилем, мужчины)  |
| 19     | Николай Чеботько Сергей Черепанов Алексей Полторанин Евгений Величко    | Лыжные гонки (командный спринт свободным стилем, мужчины)               |
| 20     | Алексей Полторанин                                                      | Лыжные гонки (спринт классическим стилем, мужчины)                      |
| 21     | Алексей Полторанин                                                      | Лыжные гонки (масс-старт, классический стиль, мужчины)                  |
| 22     | Елена Коломина Светлана Малахова-Шишкина Анастасия Слонова Оксана Яцкая | Лыжные гонки (эстафета 4 x 5 км классическим/свободным стилем, женщины) |
| 23     | Елена Коломина Светлана Малахова-Шишкина Анастасия Слонова Оксана Яцкая | Лыжные гонки (командный спринт свободным стилем, женщины)               |
| 24     | Евгений Лёвкин                                                          | Прыжки с трамплина (средний трамплин К95)                               |
| 25     | Денис Тен                                                               | Фигурное катание (мужчины)                                              |
| 26     | Дмитрий Рейхерд                                                         | Фристайл (могул, мужчины)                                               |
| 27     | Дмитрий Бармашов                                                        | Фристайл (параллельный могул, мужчины)                                  |
| 28     | Юлия Галышева                                                           | Фристайл (могул, женщины)                                               |
| 29     | Юлия Галышева                                                           | Фристайл (параллельный могул, женщины)                                  |
| 30     | Сборная                                                                 | Хоккей с мячом (мужчины)                                                |
| 31     | Сборная                                                                 | Хоккей с шайбой (мужчины)                                               |
| 32     | Сборная                                                                 | Хоккей с шайбой (женщины)                                               |

### Серебро
| Серебро |                                                               |                                                                    |
| №       | Спортсмены                                                    | Вид спорта (дисциплина)                                            |
| 1       | Елена Хрусталёва                                              | Биатлон (спринт, женщины)                                          |
| 2       | Дмитрий Закурдаев                                             | Горнолыжный спорт (скоростной спуск, мужчины)                      |
| 3       | Дмитрий Кошкин                                                | Горнолыжный спорт (слалом супер-гигант, мужчины)                   |
| 4       | Дмитрий Закурдаев                                             | Горнолыжный спорт (суперкомбинация, мужчины)                       |
| 5       | Людмила Федотова                                              | Горнолыжный спорт (скоростной спуск, женщины)                      |
| 6       | Людмила Федотова                                              | Горнолыжный спорт (супергигант, женщины)                           |
| 7       | Дмитрий Бабенко                                               | Конькобежный спорт (5000 м, мужчины)                               |
| 8       | Дмитрий Бабенко                                               | Конькобежный спорт (10 000 м, мужчины)                             |
| 9       | Александр Бабенко                                             | Лыжное ориентирование (спринт, мужчины)                            |
| 10      | Виталий Лиличенко                                             | Лыжное ориентирование (средняя дистанция, мужчины)                 |
| 11      | Алексей Немцев                                                | Лыжное ориентирование (длинная дистанция, мужчины)                 |
| 12      | Евгения Кузьмина                                              | Лыжное ориентирование (средняя дистанция, женщины)                 |
| 13      | Евгения Кузьмина                                              | Лыжное ориентирование (длинная дистанция, женщины)                 |
| 14      | Николай Чеботько                                              | Лыжные гонки (индивидуальная гонка классическим стилем, мужчины)   |
| 15      | Николай Чеботько                                              | Лыжные гонки (спринт классическим стилем, мужчины)                 |
| 16      | Сергей Черепанов                                              | Лыжные гонки (масс-старт, классический стиль, мужчины)             |
| 17      | Елена Коломина                                                | Лыжные гонки (спринт классическим стилем, женщины)                 |
| 18      | Елена Коломина                                                | Лыжные гонки (масс-старт, классический стиль, женщины)             |
| 19      | Николай Карпенко Алексей Королёв Евгений Левкин Радик Жапаров | Прыжки с трамплина (большой трамплин К125, командные соревнования) |
| 20      | Жибек Арапбаева                                               | Фристайл (акробатика, женщины)                                     |
| 21      | Юлия Родионова                                                | Фристайл (параллельный могул, женщины)                             |

### Бронза
| Бронза |                                                                                     |                                                                  |
| №      | Спортсмены                                                                          | Вид спорта (дисциплина)                                          |
| 1      | Марина Лебедева                                                                     | Биатлон (спринт, женщины)                                        |
| 2      | Марина Лебедева                                                                     | Биатлон (индивидуальная гонка, женщины)                          |
| 3      | Ксения Строилова                                                                    | Горнолыжный спорт (скоростной спуск, женщины)                    |
| 4      | Ксения Строилова                                                                    | Горнолыжный спорт (суперкомбинация, женщины)                     |
| 5      | Дмитрий Бабенко Артём Белоусов Александр Жигин                                      | Конькобежный спорт (командная гонка, мужчины)                    |
| 6      | Дмитрий Бабенко                                                                     | Конькобежный спорт (масс-старт 35 кругов, мужчины)               |
| 7      | Евгения Кузьмина                                                                    | Лыжное ориентирование (спринт, женщины)                          |
| 8      | Алексей Полторанин                                                                  | Лыжные гонки (индивидуальная гонка классическим стилем, мужчины) |
| 9      | Николай Чеботько                                                                    | Лыжные гонки (индивидуальная гонка свободным стилем, мужчины)    |
| 10     | Оксана Яцкая                                                                        | Лыжные гонки (спринт классическим стилем, женщины)               |
| 11     | Светлана Малахова                                                                   | Лыжные гонки (массовый старт, классический стиль, женщины)       |
| 12     | Радик Жапаров                                                                       | Прыжки с трамплина (средний трамплин К95)                        |
| 13     | Николай Карпенко                                                                    | Прыжки с трамплина (большой трамплин К125)                       |
| 14     | Дмитрий Бармашов                                                                    | Фристайл (могул, мужчины)                                        |
| 15     | Руслан Аблятифов                                                                    | Фристайл (акробатика, мужчины)                                   |
| 16     | Фёдор Андреев Абзал Ажгалиев Айдар Бекжанов Артур Султангалиев Нурберген Жумагазиев | Шорт-трек (эстафета, мужчины)                                    |
| 17     | Анастасия Кузнецова Ксения Мотова Анна Самарина Инна Симонова Дарья Волокитина      | Шорт-трек (эстафета, женщины)                                    |

## Биатлон
Состав сборной Казахстана по биатлону на Зимней Азиаде-2011:
1. Червяков, Александр Иванович, Акмолинская область
2. Савицкий Ян Анатольевич, ВКО
3. Трифонов, Александр Валерьевич, ВКО
4. Кенешев Диас Ерикулы, Алматинская область
5. Брайченко, Николай Викторович, Акмолинская область
6. Наумик, Сергей Константинович, ВКО
7. Хрусталёва, Елена Владимировна, Алматинская область
8. Лебедева, Анна Петровна, Акмолинская область
9. Лебедева, Марина Петровна, Акмолинская область
10. Полторанина Ольга Михайловна, ВКО
11. Можевитина Инна Витальевна, ВКО
12. Окольздаева, Галина Михайловна, Акмолинская область
13. Ткачук, Александр Петрович, главный тренер
14. Абуталипов, Ерназар Сапаргалиевич, начальник команды
15. Дудченко, Михаил Васильевич, старший тренер (муж.)
16. Макаров, Геннадий Петрович, старший тренер (жен.)
17. Смирнов, Виктор Борисович, тренер
18. Чурбаков, Виктор Владимирович, тренер
19. Пантов, Дмитрий Анатольевич, тренер
20. Хрусталев, Владимир Федорович, тренер
21. Белопухов Андрей, смазчик
22. Дуркин Евгений, смазчик
23. Горобец Игорь, биохимик
24. Гринин Денис, массажист

## Горнолыжный спорт
- Главный тренер: Чаадаев Сергей Алексеевич
- Старший тренер мужской сборной: Богуспаев Даулеткарим Касымкаримович
- Старший тренер женской сборной: Абъеманов Кентай Самарканович
- Массажист: Акименкова Лидия Михайловна.[2]

| Дисциплина                 | Спортсмен        | Результат       | Место |
| -------------------------- | ---------------- | --------------- | ----- |
| Скоростной спуск (мужчины) | Дмитрий Кошкин   | 1:27.52         |       |
| Скоростной спуск (мужчины) | Игорь Закурдаев  | 1:28.11 (+0.59) |       |
| Супергигант (мужчины)      | Игорь Закурдаев  | 1:04.61         |       |
| Супергигант (мужчины)      | Дмитрий Кошкин   | 1:05.27 (+0.66) |       |
| Суперкомбинация (мужчины)  | Игорь Закурдаев  | 1:45.82 (+0.12) |       |
| Суперкомбинация (мужчины)  | Дмитрий Кошкин   | не закончил     | —     |
| Скоростной спуск (женщины) | Людмила Федотова | 1:37.87 (+0.26) |       |
| Скоростной спуск (женщины) | Ксения Строилова | 1:39.60 (+1.99) |       |
| Супергигант (женщины)      | Людмила Федотова | 1:11.33 (+0.50) |       |
| Супергигант (женщины)      | Ксения Строилова | 1:15.28 (+4.45) | 4     |
| Суперкомбинация (женщины)  | Людмила Федотова | 2:01.41         |       |
| Суперкомбинация (женщины)  | Ксения Строилова | 2:04.27 (+2.86) |       |

## Конькобежный спорт
Состав сборной Казахстана по конькобежному спорту на Зимней Азиаде-2011:
1. Бабенко Дмитрий Александрович, СКО
2. Кузин Денис Валерьевич, Костанайская область
3. Жигин Александр Александрович, Костанайская область
4. Белоусов Артем Васильевич, Астана
5. Креч Роман Сергеевич, СКО
6. Бондарчук Алексей Владимирович, Костанайская область
7. Глушенко Виктор Валерьевич, Астана
8. Глущенко Александр Валерьевич, Астана
9. Баклашкин Максим Анатольевич, Астана
10. Айдова Екатерина Валерьевна, Карагандинская область
11. Сокирко Татьяна Сергеевна, СКО
12. Жигана Ольга Александровна, Астана
13. Луговая Виктория Викторовна, Костанайская область
14. Гончар Юлия Владимировна, Костанайская область
15. Шумихина Ирина Александровна, Алма-Ата
16. Урванцева Елена Александровна, СКО
17. Сафина Евгения Наильевна, Актюбинская область
18. Рыбакова Наталья Александровна, СКО
19. Саютин Вадим Александрович, главный тренер
20. Пензин Сергей Петрович, тренер
21. Сургутанов Сергей Валерьевич, тренер
22. Пастушенко Петр Петрович, тренер
23. Божьев Олег Фелевич, тренер
24. Сон Александр Николаевич, тренер
25. Будаева Татъяна Владимировна, врач
26. Власов Сергей Николаевич, массажист

## Лыжные гонки
- Главный тренер: Батяйкин Александр Степанович
- Начальник команды: Кучук Алексей Владимирович
- Старший тренер мужской сборной: Тишков Сергей Васильевич
- Старший тренер женской сборной: Филимонов Владимир Яковлевич
- Тренеры: Васильев Виктор Петрович, Снытин Сергей Семенович, Наконечный Алексей Александрович, Черепанов Павел Петрович
- Тренеры-смазчики: Смирнов Виктор Николаевич, Кочетков Олег Александрович, Борцов Владимир Анатольевич, Зайцев Андрей Александрович
- Врач: Коваленко Светлана Михайловна
- Массажист: Борщев Василий Юрьевич[10]

| Дисциплина                                             | Спортсмен                                                                              | Квалификация    | Квалификация | Полуфинал     | Полуфинал       | Финал             | Финал |
| Дисциплина                                             | Спортсмен                                                                              | Время           | Место        | Время         | Место           | Время             | Место |
| ------------------------------------------------------ | -------------------------------------------------------------------------------------- | --------------- | ------------ | ------------- | --------------- | ----------------- | ----- |
| Спринт, классический ход, 1,6 км, мужчины              | Алексей Полторанин                                                                     | 4:22.88 (+1.61) | 2            | 4:23.9        | 1 (Полуфинал 2) | 3:59.9            |       |
| Спринт, классический ход, 1,6 км, мужчины              | Николай Чеботько                                                                       | 4:24.91 (+3.64) | 3            | 4:24.8 (+0.9) | 2 (Полуфинал 2) | 4:00.0 (+0.1)     |       |
| Командный спринт, 1,6 км, мужчины                      | Казахстан (Алексей Полторанин, Николай Чеботько)                                       |                 |              |               |                 | 22:46.2           |       |
| Индивидуальная гонка, свободный ход, 15 км, мужчины    | Николай Чеботько                                                                       |                 |              |               |                 | 51:30.1 (+1:59.1) |       |
| Индивидуальная гонка, свободный ход, 15 км, мужчины    | Сергей Черепанов                                                                       |                 |              |               |                 | 52:31.8 (+3:00.8) | 4     |
| Индивидуальная гонка, классический ход, 10 км, мужчины | Николай Чеботько                                                                       |                 |              |               |                 | 30:22.7 (+43.5)   |       |
| Индивидуальная гонка, классический ход, 10 км, мужчины | Алексей Полторанин                                                                     |                 |              |               |                 | 30:29.0 (+49.8)   |       |
| Эстафета, 4х10 км, мужчины                             | Казахстан (Сергей Черепанов, Алексей Полторанин, Николай Чеботько, Евгений Величко)    |                 |              |               |                 | 1:54:40.9         |       |
| Масс-старт, классический ход, 30 км, мужчины           | Алексей Полторанин                                                                     |                 |              |               |                 | 1:24:49.0         |       |
| Масс-старт, классический ход, 30 км, мужчины           | Сергей Черепанов                                                                       |                 |              |               |                 | 1:24:49.5 (+0.5)  |       |
| Спринт, классический ход, 1,2 км, женщины              | Елена Коломина                                                                         | 3:52.31 (+5.68) | 3            | 3:53.0 (+1.0) | 2 (Полуфинал 2) | 3:39.2 (+4.0)     |       |
| Спринт, классический ход, 1,2 км, женщины              | Оксана Яцкая                                                                           | 3:48.83 (+2.20) | 2            | 3:52.0        | 1 (Полуфинал 2) | 3:41.1 (+5.9)     |       |
| Командный спринт, 1,2 км, женщины                      | Казахстан (Оксана Яцкая, Елена Коломина)                                               |                 |              |               |                 | 20:39.9           |       |
| Индивидуальная гонка, свободный ход, 10 км, женщины    | Елена Коломина                                                                         |                 |              |               |                 | 38:16.2 (+1:41.6) | 5     |
| Индивидуальная гонка, свободный ход, 10 км, женщины    | Светлана Малахова-Шишкина                                                              |                 |              |               |                 | 38:30.5 (+1:55.9) | 6     |
| Индивидуальная гонка, классический ход, 5 км, женщины  | Елена Коломина                                                                         |                 |              |               |                 | 17:17.0 (+1:06.7) | 4     |
| Индивидуальная гонка, классический ход, 5 км, женщины  | Светлана Малахова-Шишкина                                                              |                 |              |               |                 | 17:24.1 (+1:13.8) | 5     |
| Эстафета, 4х5 км, женщины                              | Казахстан (Елена Коломина, Оксана Яцкая, Анастасия Слонова, Светлана Малахова-Шишкина) |                 |              |               |                 | 1:01:45.1         |       |
| Масс-старт, классический ход, 5 км, женщины            | Елена Коломина                                                                         |                 |              |               |                 | 46:31.1 (+45.8)   |       |
| Масс-старт, классический ход, 5 км, женщины            | Светлана Малахова-Шишкина                                                              |                 |              |               |                 | 46:33.5 (+48.2)   |       |

## Ориентирование на лыжах
Состав сборной Казахстана по лыжному ориентированию на Зимней Азиаде-2011:
1. Бабенко, Александр Анатольевич, ВКО
2. Немцев, Алексей Сергеевич, ВКО
3. Лиличенко, Виталий Дмитриевич, ВКО
4. Сорокин, Михаил Валерьевич, Астана
5. Власов, Денис Владимирович, Алма-Ата
6. Токбаев, Аслан Асылбекович, СКО
7. Кузьмина, Евгения Алексеевна, ВКО
8. Михайлова, Татьяна Николаевна, ВКО
9. Новикова, Ольга Александровна, Астана
10. Молдашева, Эльмира Мейрамовна, Астана
11. Власова, Мария Геннадьевна, Алма-Ата
12. Имашева, Меруерт Ерлановна, ВКО
13. Исаченко, Александр Демьянович, главный тренер
14. Архипов Владимир Леонидович, начальник команды
15. Новиков Александр Владимирович, тренер-консультант
16. Ефимов Сергей Анатольевич, старший тренер
17. Суханов Петр Семенович, врач

| Дисциплина                   | Спортсмен | Результат | Место |
| ---------------------------- | --------- | --------- | ----- |
| Короткая дистанция (мужчины) |           |           |       |
|                              |           |           |       |
| Средняя дистанция (мужчины)  |           |           |       |
|                              |           |           |       |
| Длинная дистанция (мужчины)  |           |           |       |
|                              |           |           |       |
| Эстафета (мужчины)           |           |           |       |
| Короткая дистанция (женщины) |           |           |       |
|                              |           |           |       |
| Средняя дистанция (женщины)  |           |           |       |
|                              |           |           |       |
| Длинная дистанция (женщины)  |           |           |       |
|                              |           |           |       |
| Эстафета (женщины)           |           |           |       |

## Прыжки с трамплина
Главный тренер — Биекенов Кайрат Оразбаевич; тренер-сервисмен — Мухаметгалиев Николай Робертович; врач — Пчелинцева Татьяна Викторовна; психолог — Ташиева Ирина Салимовна.
| Дисциплина                                    | Спортсмен                                                                    | Результат | Место |
| --------------------------------------------- | ---------------------------------------------------------------------------- | --------- | ----- |
| Большой трамплин К125                         | Николай Карпенко                                                             | 216.5     |       |
| Большой трамплин К125                         | Алексей Королёв                                                              | 206.9     | 5     |
| Большой трамплин К125                         | Евгений Лёвкин                                                               | 203.2     | 6     |
| Большой трамплин К125                         | Радик Жапаров                                                                | 192.9     | 8     |
| Большой трамплин К125                         | Константин Соколенко                                                         | 192.3     | 9     |
| Большой трамплин К125                         | Асан Тахтахунов                                                              | 163.1     | 10    |
| Большой трамплин К125. Командные соревнования | Казахстан (Алексей Королёв, Радик Жапаров, Евгений Лёвкин, Николай Карпенко) | 794.0     |       |
| Средний трамплин К95                          | Евгений Лёвкин                                                               | 252.0     |       |
| Средний трамплин К95                          | Радик Жапаров                                                                | 244.0     |       |
| Средний трамплин К95                          | Николай Карпенко                                                             | 237.5     | 4     |
| Средний трамплин К95                          | Алексей Королёв                                                              | 229.5     | 8     |
| Средний трамплин К95                          | Константин Соколенко                                                         | 208.0     | 9     |
| Средний трамплин К95                          | Асан Тахтахунов                                                              | 206.5     | 10    |

## Фигурное катание
Главный тренер — Узурова Куралай Рахатовна; тренеры консультанты — Фрэнк Кэрролл, Морозов Николай Александрович, Арутюнян Рафик, Алексеева Светлана Львовна; хореограф-консультант — Антонио Карлос Де Борба.
| Дисциплина                | Спортсмен                         | Короткая программа     | Короткая программа     | Произвольная программа | Произвольная программа | Сумма                  | Сумма                  |
| Дисциплина                | Спортсмен                         | Баллы                  | Место                  | Баллы                  | Место                  | Баллы                  | Место                  |
| ------------------------- | --------------------------------- | ---------------------- | ---------------------- | ---------------------- | ---------------------- | ---------------------- | ---------------------- |
| Мужское одиночное катание | Денис Тен                         | 76,22                  | 1                      | 132,67                 | 3                      | 208,89                 |                        |
| Мужское одиночное катание | Абзал Ракимгалиев                 | 56,43                  | 6                      | 114,38                 | 7                      | 170,81                 | 7                      |
| Женское одиночное катание | Кристина Прилепко                 | 36,23                  | 10                     | 72,36                  | 8                      | 108,59                 | 8                      |
| Женское одиночное катание | Марина Шишкина                    | 25,61                  | 15                     | 59,06                  | 13                     | 84,67                  | 14                     |
| Танцы на льду             | Виктория Кучеренко/Виктор Адониев | 36,22                  | 4                      | 66,52                  | 4                      | 102,74                 | 4                      |
| Спортивные пары           | Лидия Вобленко/Владимир Руди      | снялись с соревнований | снялись с соревнований | снялись с соревнований | снялись с соревнований | снялись с соревнований | снялись с соревнований |

## Фристайл
Тренерский штаб сборной Казахстана по фристайлу (могул): Лемешко Виктор Павлович (главный тренер), Рейхерд Виктор Александрович (начальник команды), Соколов Владимир Борисович (старший тренер), Борисов Владимир Иванович (тренер).
Тренерский штаб сборной Казахстана по фристайлу (акробатика): Аблятифов Мурат Шаназарович (главный тренер), Намереков Геннадий Николаевич (старший тренер), Байназаров Венер Узбекович (врач).
| Дисциплина          | Спортсмены           | Квалификация | Квалификация | Финал  | Финал |
| Дисциплина          | Спортсмены           | Очки         | Место        | Очки   | Место |
| ------------------- | -------------------- | ------------ | ------------ | ------ | ----- |
| Могул, мужчины      | Дмитрий Рейхерд      | 22.66        | 1            | 23.63  |       |
| Могул, мужчины      | Дмитрий Бармашов     | 20.46        | 3            | 21.71  |       |
| Могул, женщины      | Юлия Галышева        | 20.64        | 1            | 22.09  |       |
| Могул, женщины      | Юлия Родионова       | 14.45        | 5            | 15.29  | 7     |
| Акробатика, мужчины | Руслан Аблятифов     |              |              | 180.30 |       |
| Акробатика, мужчины | Сергей Берестовский  |              |              | 150.03 | 4     |
| Акробатика, женщины | Жибек Арапбаева      |              |              | 109.93 |       |
| Акробатика, женщины | Акмаржан Калмурзаева |              |              | 53.50  | 4     |

| Дисциплина                  | Спортсмены       | Квалификация | Квалификация | Четвертьфинал    | Полуфинал        | Финал               |
| Дисциплина                  | Спортсмены       | Очки         | Место        | Четвертьфинал    | Полуфинал        | Финал               |
| --------------------------- | ---------------- | ------------ | ------------ | ---------------- | ---------------- | ------------------- |
| Параллельный могул, мужчины | Дмитрий Бармашов | 21.21        | 1            | Нин Сунин 29:6   | Чхве Джэву 18:17 | Уэно Осаму 20:15    |
| Параллельный могул, мужчины | Дмитрий Рейхерд  | 19.16        | 5            | Чхве Джэву 17:18 | не прошёл        | не прошёл           |
| Параллельный могул, женщины | Юлия Галышева    | 21.40        | 2            | Ли Нань 27:8     | Ито Мики 23:12   | Юлия Родионова 33:2 |
| Параллельный могул, женщины | Юлия Родионова   | 21.61        | 1            |                  | Сатоя Таэ 26:9   | Юлия Галышева 2:33  |

## Хоккей с мячом
Состав сборной Казахстана по хоккею с мячом на Зимней Азиаде-2011:
1. Хайрекишев Ильяс Габитович, ЗКО
2. Такиров Нариман, ЗКО
3. Казыбаев Арстан Джусупович, ЗКО
4. Нугманов Искандер Сакенович, ЗКО
5. Алипкалиев Еламан, ЗКО
6. Уразгалиев Нурлан, ЗКО
7. Аманшин Самат, ЗКО
8. Грибанов Пётр Сергеевич, ЗКО
9. Никитин Дмитрий, ЗКО
10. Суетнов Виталий Сергеевич, ЗКО
11. Темиргалиев Аскар, ЗКО
12. Шавалдин Николай Викторович, ЗКО
13. Новожилов Владислав Павлович, ЗКО
14. Исалиев Рауан Орынбасарович, ЗКО
15. Ларионов Антон Геннадьевич, ЗКО
16. Пономаренко Дмитрий, ЗКО
17. Кармак Дмитрий, ЗКО
18. Токмаков Сергей, ЗКО
19. Алексей Владимирович Никишов, главный тренер
20. Ионкин Александр Михайлович, старший тренер
21. Мангубаев Марат, начальник команды

## Хоккей с шайбой
Состав мужской сборной Казахстана по хоккею с шайбой на Зимней Азиаде-2011:
1. Еремеев Виталий, ВКО
2. Колесник Виталий, ВКО
3. Кузнецов Алексей, ВКО
4. Савченко Роман, ВКО
5. Васильченко Алексей, ВКО
6. Фадеев Евгений, ВКО
7. Новопашин Виталий, ВКО
8. Литвиненко Алексей, ВКО
9. Семенов Максим, ВКО
10. Коледаев Алексей, ВКО
11. Блохин Евгений, Карагандинская область
12. Бумагин Евгений, Астана
13. Гаврилин Андрей, Карагандинская область
14. Краснослабодцев Вадим, Карагандинская область
15. Рымарев Евгений, ВКО
16. Старченко Роман, ВКО
17. Воронцов Алексей, ВКО
18. Жайлауов Талгат, ВКО
19. Полищук Федор, Астана
20. Худяков Максим, ВКО
21. Биляев Максим, ВКО
22. Уппер Дмитрий, ВКО
23. Дударев Дмитрий, Астана
24. Хомутов Андрей Валентинович, главный тренер
25. Шаянов Андрей Викторович, старший тренер
26. Стариков Сергей Викторович, тренер
27. Ахцигер Александр Иванович, тренер
28. Оразбаев Нурлан Сайранович, генеральный менеджер
29. Мукатаев Марат Калиевич, менеджер по экипировке
30. Гусейнов Вадим Шамильевич, менеджер

Состав женской сборной Казахстана по хоккею с шайбой на Зимней Азиаде-2011:
1. Раушанова Айжан Толегенова, Алма-Ата
2. Обыденнова Дарья Ивановна, Алма-Ата
3. Косенко Анна Анатольевна, Алма-Ата
4. Трунова Наталья Витальевна, Алма-Ата
5. Сазонова Виктория Александровна, Алма-Ата
6. Шу Галина Нурислановна, Алма-Ата
7. Конышева Ольга Петровна, Алма-Ата
8. Штельмайстер Елена Станиславовна, Алма-Ата
9. Мусатаева Виктория Назымовна, Алма-Ата
10. Супрун Альбина Григорьевна, Алма-Ата
11. Орлова Анастасия Владимировна, Алма-Ата
12. Яковчук Наталья Владимировна, Алма-Ата
13. Свиридова Лариса Сергеевна, Алма-Ата
14. Фукс Алена Борисовна, Алма-Ата
15. Ибрагимова Любовь Сергеевна, Алма-Ата
16. Тухтиева Зарина Рахимовна, Алма-Ата
17. Потапова Ольга Владимировна, Алма-Ата
18. Крюкова Ольга Александровна, Алма-Ата
19. Ашихина Александра Владимировна, Алма-Ата
20. Топкаева (Атарская) Мария Михайловна, ВКО
21. Нургалиева Галия Санатовна, Алма-Ата
22. Королева Татьяна Анатольевна, Алма-Ата
23. Мальцев Александр Иванович, главный тренер
24. Соловьев Сергей Игоревич, старший тренер
25. Скобелкина Наталья Васильевна, тренер
26. Петреченко Сергей Алексеевич, тренер
27. Галитдинов Фигим Фигимович, менеджер по инвентарю
28. Бодур Светлана Николаевна, врач
29. Рахматулина Екатерина Васильевна, массажист

## Шорт-трек
Состав сборной Казахстана по шорт-треку на Зимней Азиаде-2011:
1. Бекжанов Айдар Булатулы, ЗКО
2. Султангалиев Артур Гаисович, ЗКО
3. Жумагазиев Нурберген Батыргалиевич, ЗКО
4. Ажгалиев Абзал Абайулы, ЗКО
5. Андреев Федор Александрович, Костанайская область
6. Симонова Инна Валерьевна, ЗКО
7. Мотова Ксения Владимировна, ЗКО
8. Волокитина Дарья Сергеевна, Костанайская область
9. Кузнецова Анастасия Вячеславовна, Костанайская область
10. Самарина Анна, Костанайская область
11. Карсыбеков Мадыгали Абдыгалиевич, главный тренер
12. Саитов Даниль Аджи-Акперович, начальник команды
13. Мухамбеткалиев Жаслан Турарбекович, тренер
14. Федоренко Николай Николаевич, тренер
15. Лозанов Ангел, врач
16. Янг Енгхуа, массажист